# E. Nesbit
E. Nesbit (Edith Nesbitová; 15. srpna 1858, Kennington, Londýn – 4. května 1924 New Romney) byla britská spisovatelka, známá především jako autorka literatury pro děti a mládež a také socialistická aktivistka.
Nesbitová byla dcerou ředitele školy, který zemřel krátce před jejími čtvrtými narozeninami. Dětství prožila ve Francii a Německu; kvůli křehkému zdraví její sestry rodina vyhledávala místa s dobrým vzduchem. Jako mladá byla žákyní Williama Morrise a provdala se v roce 1880, ve věku devatenácti let a v sedmém měsíci těhotenství, za Huberta Blanda, zaměstnance banky. Jejich vztah byl neklidný a netradiční, Bland měl ještě milenku Alici Hoatsonovou, s níž měl dvě děti, Rosamundu a Johna, které Edith Nesbitová vychovávala jako své vlastní. Sama měla tři děti, Paula (1880–1940), jemuž jsou věnovány The Railway Children, Iris (1881–1965) a Fabiana (1885–1900), kterému jsou věnovány Five Children and It, The Story of the Treasure Seekers a jejich pokračování.
Nesbitová a Bland založili v roce 1884 Fabiánskou společnost a podíleli se na redigování jejího časopisu Today. V roce 1908 Nesbitové vyšly politické básně Ballads and Lyrics of Socialism. V roce 1917, tři roky po Blandově smrti, se Nesbitová vdala za Thomase Tuckera, námořního inženýra. Byla silná kuřačka a dostala rakovinu plic, na kterou zemřela v roce 1924.
Autorka čtyřiceti dětských knih E. Nesbit je považována za první moderní autorku knih pro mládež. Její díla nejsou zamýšlena jako prvotně didaktická a používají imaginární světy pro popis reálného světa a konfrontaci s ním. Měla významný vliv na autory jako byli C. S. Lewis (Narnie), Diana Wynne Jonesová nebo J. K. Rowlingová.